# 補給艦

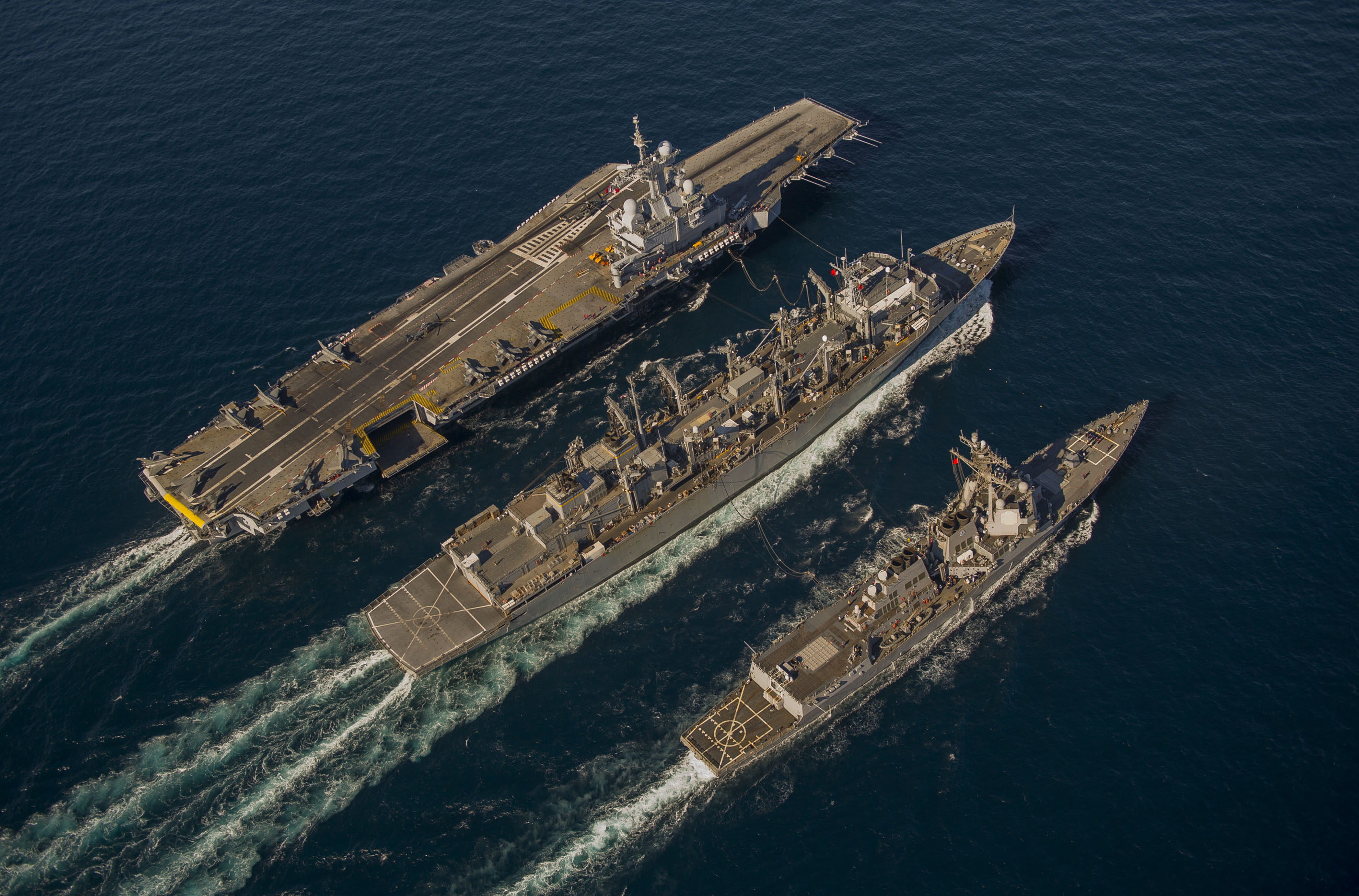
北極號補給艦同時為兩側的巴尔克利号驱逐舰及戴高樂號航空母艦進行海上補給

補給艦，主要用於航母戰鬥編隊、艦船供應正常執勤所需的燃油、航空燃油、彈藥、食品、備件等補給品。

## 定義和分類
補給艦的種類有很多，從最古老的運煤船，到最先進最現代化的高速綜合補給艦，均屬於補給艦的範疇。要清楚了解各種補給艦的分別和用途，就先要搞清楚定義。
美國海軍有著較完整清晰的分類系統，所以主要以美國海軍的分類系統作基本扼要的介紹。請注意，這僅代表美國海軍的觀點，不一定適用於其他各國的海軍。
| 代號 | 船型                                                 | 特點 |
| ---- | ---------------------------------------------------- | --- |
| AC   | 運煤船（Colliers）                                   | 顧名思義，提供煤炭燃料給艦隊使用。由於船隻燃料更迭的緣故，現在已絕跡。 |
| AE   | 彈藥船，或稱軍火船（Ammunition Ships）               | 僅提供戰鬥用彈藥供艦隊使用，第一次世界大戰已經開始出現。 |
| AFS  | 戰鬥物資船（Combat stores ships）                    | 提供乾貨、冷藏貨物（食品）等生活物資供艦隊使用，也提供醫療設備、清掃設備或通訊設備等作轉移傷員，有些甚至也有洗浴設施等較高級的設備，但不提供彈藥（但至少會備有一些基本防禦用或防空用的火砲）；在日本被稱為「給糧艦」，例如日本於二戰時的間宮號給糧艦。 |
| AKE  | 先進彈藥乾貨船（Advanced Auxiliary Dry Cargo Ships） | 美國海軍新研製的現代化艦種，把AE、AFS的功能合二為一在一艘船上。 |
| AO   | 艦隊油船（Fleet Oilers）                             | 顧名思義，提供艦用燃油，例如重油、柴油、潤滑油、航空煤油（西方國家一般為JP-5燃油）給艦隊使用，部分型號亦會攜帶淡水。除了安裝少量自衛武器外，跟一般民用油輪差別不大。                                                                                   |
| AOR  | 綜合補給艦（Replenishment Oiler）                    | 將AE、AFS、AO全部整合，提供艦用燃油、航空燃油、彈藥、乾貨、冷藏貨物（食品）、淡水等物資。航速一般不超過20節。現在美國海軍已把此型補給艦合併至AO，不再單獨列出（功能未縮減）。                                                                          |
| AOE  | 快速戰鬥支援艦 (Fast Combat Support Ship)            | 跟AOR基本相同，但其特點為航速可達25節或更高（所以有時會被稱作高速綜合補給艦），防禦武器亦更齊全，抗損標準也更高，作戰時速度快到可以跟隨上艦隊，是現時綜合性能最強悍的補給艦。                                                                          |

上述只是列舉出最常見的艦型，如果以廣義來看，上述各種艦型均可稱作補給艦，但以狹義來看，補給艦一般是指AO、AOR和AOE三者，所以下面將集中介紹。另外，因為補給艦不是戰鬥艦隻，所以在歐洲國家，補給艦被歸類為輔助艦隻，船艦編號一般以英文字母A作開頭（A123、A1234等）。

### 艦隊油船（AO）

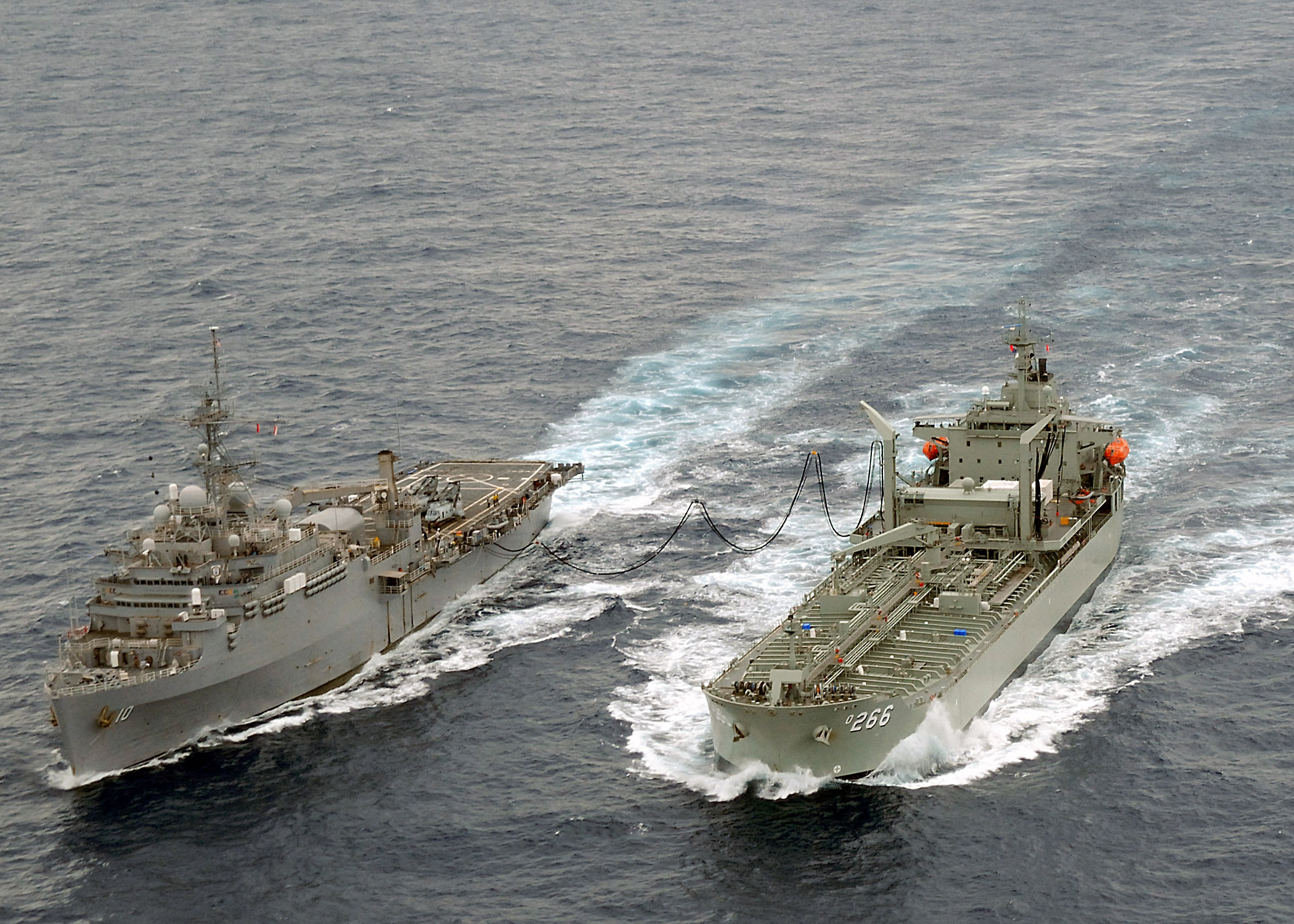
澳洲艦隊油船補給活動

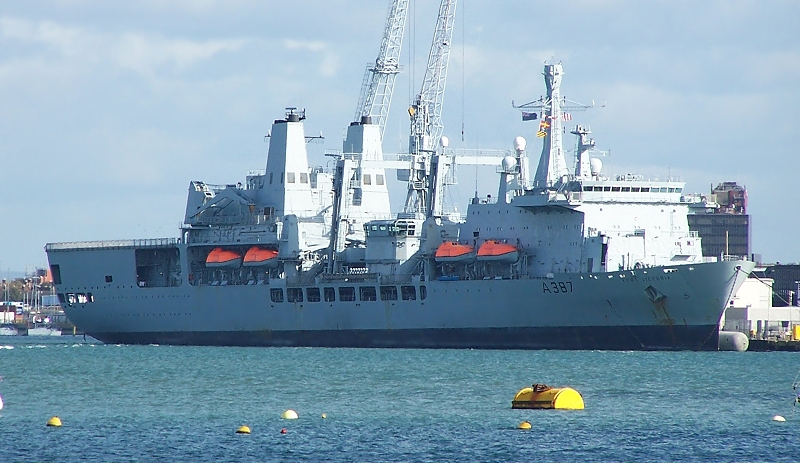
英國樸茨茅夫號補給艦

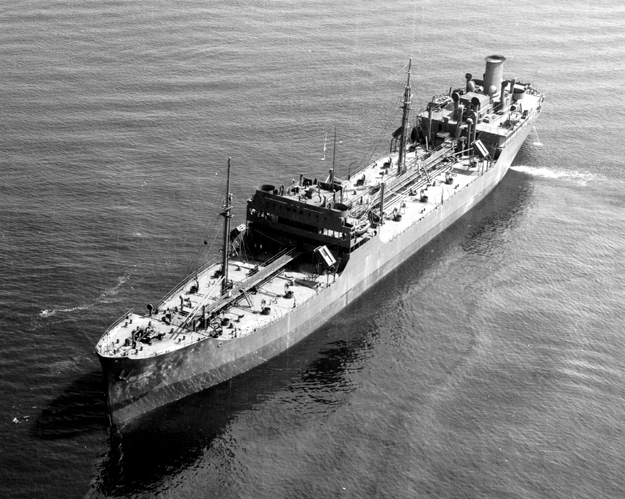
二戰美國補油船Pecos （AO-65）

艦隊油船 (AO；Auxiliary, Oiler)是現代補給艦的最基本型號。顧名思義，油船就是只提供液體燃料的補給艦，有部分型號會同時提供淡水。某些補給艦（如中國海軍的太倉級補給艦）亦會提供少量雜貨，但補給物主要還是以燃油為主，因此還是只能歸類為油船。
隨著環保意識提升，避免燃油泄漏造成污染，各國海軍正逐漸把既有油船按民用油船標準，從單殼體油船改為雙殼體油船。

### 綜合補給艦（AOR）
綜合補給艦(AOR；Auxiliary, Oiler, Replenishment)首先在第二次世界大戰前夕由納粹德國發明，戰後被美國發揚光大，其後被各國海軍所採納。綜合補給艦結合了油船和軍火船的功能，把多種補給物資集中在一艘船上，這樣的好處是當艦隊雖離開戰鬥陣位進行補給時，只需跟綜合補給艦對接一次，即可獲得所有補給物資，無需跟不同類型的補給船艦進行多次對接，增加補給時間，從而增加暴露在敵人火力下的危險。
綜合補給艦通常以柴油引擎（柴油機）作動力，滿載排水量一般介乎15000噸至30000噸不等，最大航速通常在15~20節，設有直升機平台甚至機庫，可攜帶1至3架直升機。
對於一般中小國家的海軍而言，綜合補給艦往往是該國最大型的軍用艦隻。

### 快速戰鬥支援艦（AOE）
快速戰鬥支援艦 (AOE；Auxiliary, Oiler, Explosives)是美國海軍為了配合航母戰鬥編隊的高航速以及大編隊而設計的，可以說是綜合補給艦的強化版本，排水量大幅增加，「薩克拉門托」級為53000噸，「供應」級為50000噸，最大航速25节。航速遠比一般的綜合補給艦高，（「薩克拉門托」最大航速為26節，「供應」最大航速為25節），能追上航母編隊高速行進的步伐。
中國海軍有多艘901型大型快速戰鬥支援艦，滿載排水量48000噸，最大航速25節，同樣可以伴隨國產航母快速行動，和「供應」級一樣配有雙直昇機機庫。
由於建造及使用成本高昂（動力系統選擇性能優秀但購置/運用成本高的燃氣輪機），也沒有需要，大多數國家的海軍均選擇建造排水量較小（30000噸以下）、航速較慢但使用成本較低廉的綜合補給艦。
比如日本的「摩周」級滿載排水量只有25000噸，最大航速25節，嚴格意義上並不具有長時間伴隨大型航母編隊提供補給的能力。「摩周」級的設計目標是伴隨海自直升機航母提供支援。
中華民國的磐石號也是特例，滿載排水量20859噸，最大航速不足24節。此外中華民國海軍並無航母，因此事實上並無伴隨航母高速航行的能力。

### 其他
為了節省成本，部份海軍規模不大的國家，在新建補給艦時傾向把其他船種的功能給合在補給艦上，成為多用途補給艦。
相對中小國家海軍瑞士軍刀式的做法，海軍規模較大的國家則建造專門用途的艦隻。以醫療船為例，我們可以看到很多國家的海軍看中補給艦艦體較大的優點，往往在艦上附加醫療設施，或模塊化的醫療方艙，使得補給艦能同時兼任醫療船。具體的例子有荷蘭海軍Karel Doorman級、日本日本海上自衛隊的「摩周」級、德國海軍的Berlin class、加拿大的Joint Support Ship Project等。
中美兩國則建造專門艦隻，例如美國海軍重達69000噸的仁慈級醫療船（仁慈號和安慰号），中國海軍14000噸級的920型醫療船。。例如加拿大的Joint Support Ship Project（結合補給艦+指揮艦+船坞登陆舰的功能），荷蘭海軍的Karel Doorman級支援艦（結合補給艦+醫療船+船坞登陆舰的功能）。

## 武器配置
補給艦通常僅配備自衛武器，沒有強大的火力。除了步兵常用的輕武器，通常會配備重機槍（12.7或14.5毫米） 、小口徑火炮/高炮（如中國的37毫米雙管高炮，美國的方陣近迫武器系統、25毫米機炮）、肩托式導彈 （MANPADS）、點防禦短程艦空導彈（如美國的RAM導彈），以及魚雷誘餌（如美國的AN/SLQ-25_Nixie系統）、干擾彈等軟殺傷系統。
一般而言，快速戰鬥支援艦的防禦武器系統比較齊全，綜合補給艦次之，油船最差。
現時美國海軍的補給艦均轉移至美國軍事海運司令部 管轄，因此補給艦上所有武器系統均被拆除，成為無武裝補給艦。艦名也加上英文字母T以作區別，即AOE-6變成T-AOE-6。

## 動力系統
柴油引擎（柴油機）。現時最廣泛採用的動力配置，柴油引擎的購置和運用成本低，但性能及重量均不如燃氣輪機。柴油引擎（尤其是低速型號）在運作時會產生大量低頻噪音，對船艦的聲學隱身不利，但因柴油引擎技術成熟可靠，價格便宜，故仍被大量採用。
蒸氣輪機。在舊式的補給艦上比較常見，但現在已被淘汰，蒸氣輪機的性能一般，反應較遲緩，最大缺點是維修保養複雜，所以現在被柴油引擎和燃氣輪機取代。
薩克拉門托級則是一個特例，薩克拉門托級採用原定用於愛荷華級戰艦 （後取消建造）上的4台鍋爐及2台大功率蒸氣輪機作動力，使得它成為世界上最大型的綜合補給艦的同時也成為世界上航速最高的綜合補給艦。
燃氣渦輪引擎（燃氣輪機）。在高端的快速戰鬥支援艦上均採用燃氣輪機作動力，燃氣輪機相對於柴油機，具有輕巧，體積小，功率大，反應靈敏（加速迅猛），功率重量比高等優點，燃氣輪機在運作時只會產生高頻噪音（尖嘯），高頻率的聲音並不能傳送至很遠的距離，因此對船艦的聲學隱身十分有利。
燃氣輪機的缺點則是成本高昂，購置成本高，燃氣輪機的燃料消耗量高，使得使用成本也高。另外燃氣輪機的特性是作全功率輸出時效率最高，但低功率輸出時效率很低，怠速時效率最低，還不如柴油機，經濟性不佳。燃氣輪機運作時亦會排放大量高熱廢氣，問題遠比柴油機及蒸氣輪機嚴重，這使得使用燃氣輪機的船艦（煙囪）將成為紅外制導武器的理想目標。
使用燃氣輪機的補給艦通常採用美國通用電氣（奇異）的通用电气LM2500燃气轮机系列或英國勞斯萊斯的Spey系列燃氣輪機。
電傳動。隨技術進步，電傳動成為補給艦動力系統的新選擇。動力源仍然是柴油引擎或燃氣輪機，但輸出的動力不再是經齒輪直接驅動螺旋槳，而是先帶動發電機，然後發電帶動電動機，最後才驅動螺旋槳。雖然單純從效率看會稍遜於直接驅動，但總體而言電傳動有利於船體布置和電力供應，利大於弊，而且能解決燃氣輪機在低功率輸出時效率低下的問題，是未來發展的方向。

## 補給方式

### 縱向補給（尾部對接）
最傳統的補給方式。就是補給艦在前，接受補給的艦隻在後，補給艦在船尾拋下帶有浮筒的軟管，接受補給的艦隻打撈起浮筒，接駁軟管，然後進行補給工作。此種補給方式現在已很少採用。
- 優點：安全性高，兩船一前一後，不易發生碰撞，技術要求低。
- 缺點：效率低，每次只能替一艘船進行補給。

### 橫向補給（橫向對接）
目前最常用的補給方式。補給艦和接受補給的艦隻齊頭並進，從船舷（左舷或右舷） 進行對接，然後進行補給工作。
- 優點：效率高，可同時為兩艘船進行補給工作。
- 缺點：安全性低，操控稍有不慎極易發生碰撞，對操控技術要求高。

值得一提的是，因為設計上的原因，美國海軍的航空母艦只適合從右舷接受補給（也就是要從補給艦的左舷提供補給品），而驅逐艦、巡洋艦、護衛艦等則無限制，左右舷皆可。

### 垂直補給（英语：VERTREP）
運用補給艦或接受補給的艦隻上的直升機，從補給艦直升機平台上把補給品吊運至接受補給艦隻的直升機平台上
- 優點：兩艦不用進行危險的近距離齊頭並進操控，安全性高，直升機速度也遠較艦艇速度快，特別適合運送對時間敏感的補給品。
- 缺點：兩艦都要有供直升機起降的飛行甲板（現行的軍艦多有此設計）。容易受天氣影響，在惡劣天氣下直升機不能作業。單位運載量很少，通常無法一次補給完畢。

### 水平補給
運用補給艦或接受補給的艦隻上的小艇，從補給艦把補給品由小艇運載至接受補給艦隻
- 優點：兩艦不用進行危險的近距離齊頭並進操控，安全性高，受天氣影響比直升機小，單位運量比直升機大。
- 缺點：兩艦都要有起重機或井圍甲板才可完成這種補給方式（只有兩棲戰艦或大型軍艦才會有較完整的設計，但航空母艦幾乎沒有這些設備）。速度無法像直升機快。

## 戰鬥記錄
儘管補給艦多半在後方活動，甚少在前線戰場上出現（快速戰鬥支援艦除外），但偶爾也有補給艦需要與敵軍戰鬥的零星案例。
- Action of 12 January 2012（英语：Action of 12 January 2012）

西班牙海軍的Patiño號綜合補給艦在2012年索海里執行反海盜任務時遭索馬里海盜攻擊。由於外形相似，該補給艦被誤認為是普通商船，從而遭到海盜攻擊。該艦運用艦上自衛火力作出反擊，並使用艦載直升機追截逃跑之海盜小艇。最後成功拘捕部份海盜，補給艦僅輕微受損。
- Spessart (A1442)（英语：Spessart (A1442)）

德國海軍的Spessart號油船在2009年索海里執行反海盜任務時遭索馬里海盜攻擊，船上人員用輕武器與海盜交火，並向鄰近軍艦求援。最後在軍艦支援下脫險。
法國海軍的Somme號綜合補給艦 （舷號A631）亦在2009年遇上相同事件。

## 各國海軍裝備狀況

### 亞洲
中国人民解放军海军
解放军目前共建造过四代23+艘补给舰，15艘现役。
- 第一代：
  - 718型，3艘全部退役，另为巴基斯坦海军建造1艘。
  - 904型，2艘全部退役
- 第二代：
  - 908型（Komandram Fedko级改装），现役1艘，命名为青海湖号（舷号885）
- 第三代：
  - 903型，现役2艘，分別为千岛湖号（舷号886）和微山湖号（舷号887）
  - 904A型，現役1艘，命名为抚仙湖号（舷號888）
  - 903A型，现役7艘，下水2艘，分別为太湖号（舷号889）、巢湖号（舷号890）、東平湖号（舷号960）、洪湖号（舷号963）、駱馬湖号（舷号964）、高郵湖号（舷号966）、可可西里湖号（现舷号903，原968）
  - 904B型，现役2艘，分别为军山湖号（舷號961）、泸沽湖号（舷號962）
- 第四代：
  - 901型，现役2艘，呼倫湖（现舷号901，原965）、查干湖（现舷号905，原967），1艘下水，1艘在建，是世界上现役最大的综合补给舰之一。

 中華民國海軍
- 武夷號油彈補給艦，現役（自稱是AOE，但實際性能僅為AOR水平）
- 磐石號油彈補給艦，現役（性能上接近AOE）

 日本海上自衛隊
日本海上自衛隊共建造過4型7艘補給艦，目前有5艘現役。
- 濱名号（日语：はまな (給油艦)）（舷號為411，退役） （性能上介乎AO與AOR之間）
- 相模号（日语：さがみ (補給艦)）（舷號為421，退役） （性能上接近AOR）
- 十和田級（日语：とわだ型補給艦）（舷號分別為422、423、424，現役） （性能上介乎AOR與AOE之間）
- 摩周級（日语：ましゅう型補給艦）（舷號分別為425和426，現役） （性能上接近AOE）

大韓民國海軍

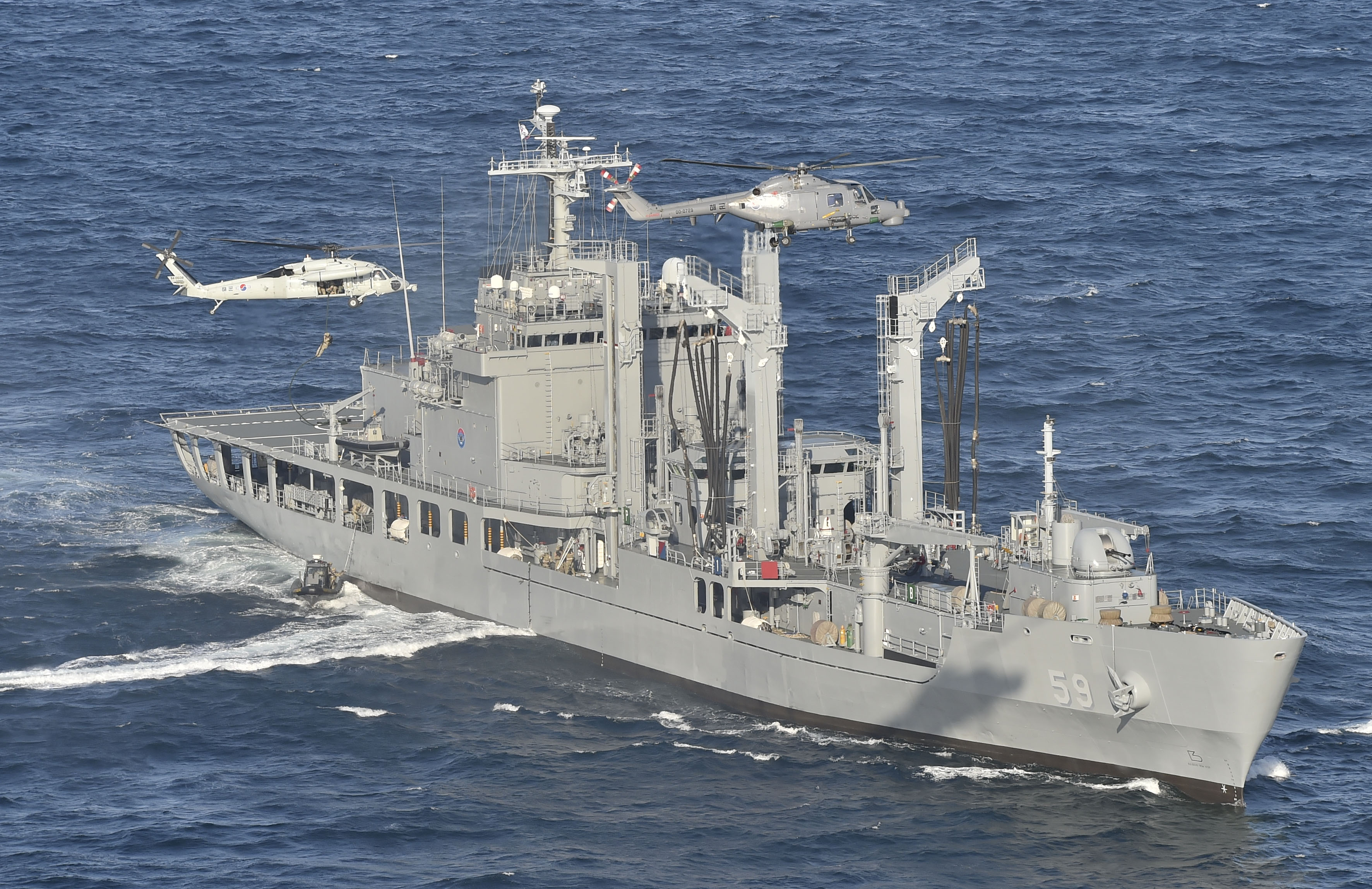
大韓民國海軍的華川號補給艦（AOE-59，攝於2015年10月17日）

大韓民國海軍擁有4艘綜合補給艦（韓語亦稱「軍需支援艦」）。
- 天地級（日语：天地級補給艦） ：舷號分別為57、58、59，現役（韓方自稱是AOE，但實際性能僅為AOR水平）
- 昭陽號補給艦（日语：昭陽 (補給艦)）:舷號為51，現役（性能上接近AOE）

印度海軍
- 喬蒂号 (A58)（英语：Jyoti_class_replenishment_ship） （「喬蒂」級綜合補給艦，原烏克蘭Komandarm Fedko級民用油船。中國人民解放軍海軍的南倉級綜合補給艦亦以同一船型作基礎改造，因此兩者的性能參數非常接近）
- Aditya class tanker（英语：Aditya class tanker）（綜合補給艦，另附加維修船的功能，可替驅逐艦進行維修工作。性能參數跟中國人民解放軍海軍的福池级綜合補給艦接近）
- Deepak_class_fleet_tanker（英语：Deepak_class_fleet_tanker）（印度海軍最新型綜合補給艦，意大利Fincantieri船廠建造，現役2艘，舷號為A50及A57）

泰國皇家海軍
- 錫米蘭号 （「錫米蘭」號綜合補給艦，中國建造出口給泰國海軍，本艦亦是福池級即903舰的建造藍本）

### 大洋洲
澳洲皇家海軍
澳洲皇家海軍目前共有兩艘補給艦。
- 成功号补给舰（英语：HMAS Success (OR 304)）（「成功」號綜合補給艦，以法國Durance級綜合補給艦為藍本建造，現役）
- 天狼星号补给舰（英语：HMAS_Sirius）（「天狼星」號油船，以南韓建造的民用油船改裝而成，現役）
- HMAS Westralia (O 195)（英语：HMAS Westralia (O 195)）（油船，已退役）

新西蘭皇家海軍
- 奋进号补给舰（英语：HMNZS Endeavour (A11)） （「奮進」號油船，新西蘭海軍唯一一艘補給艦，本身是以民用設計由韓國建造的油船，現役）

### 北美洲
加拿大皇家海軍
加拿大海軍現時共有兩艘補給艦，皆為Protecteur級綜合補給艦，預計將在2017年被新型綜合補給艦取代而退役。
- HMCS Protecteur (AOR 509)（英语：HMCS Protecteur (AOR 509)）（綜合補給艦，現役）
- HMCS Preserver (AOR 510)（英语：HMCS Preserver (AOR 510)）（綜合補給艦，現役）
- Provider_class_auxiliary_vesse（英语：Provider_class_auxiliary_vesse）（綜合補給艦，已退役）

美國海軍
美國海軍一般給每個航母戰鬥編隊配一艘綜合補給船艦。因美國海軍建造的補給艦眾多，因此只介紹最具代表性的其中6種。
- 薩克拉門托級：先後於1964年－1970年服役，快速戰鬥支援艦，共4艘，於1999年－2005年先後退役。世界上最大型的綜合補給艦。
- 供应级：先後於1994年－1998年服役，快速戰鬥支援艦，共4艘，現役。
- 威奇塔級：先後於1969年－1976年服役，綜合補給艦，共7艘，為美國海軍在不強調高航速的場合（如反潛戰）特別建造的低成本補給艦，現已全數退役。
- 路易斯&克拉克級：先後於2005年－2012年服役，先進彈藥乾貨船，共14艘，為美國海軍在不強調高航速的場合（如反潛戰）特別建造的新一代大型綜合物資補給艦，現役。
- 亨利·J·凱澤級：先後於1986年－1995年服役，綜合補給艦，共16艘，為美國海軍在不強調高航速的場合（如反潛戰）特別建造的低成本補給艦，現役。
- 約翰·劉易斯級：綜合補給艦，規劃共20艘，為美國海軍用於取代供应级補給艦、亨利.凱瑟級補給艦而特別建造的新一代大型綜合補給艦，目前2艘現役。

### 南美洲
阿根廷海軍
- ARA Patagonia (B-1)（英语：ARA Patagonia (B-1)）（阿根廷海軍「巴塔哥尼亞」號綜合補給艦，為原法國海軍Durance class綜合補給艦之首艦Durance號（舷號A629），1999年從法國海軍退役後賣給阿根廷海軍）

巴西海軍
- NT Marajó (G-27)（葡萄牙语：NT Marajó (G-27)）（油船）
- Brazilian tanker Almirante Gastão Motta (G23)（英语：Brazilian tanker Almirante Gastão Motta (G23)）（油船）

### 歐洲
法國海軍
- Durance_class_tanker（英语：Durance_class_tanker） （綜合補給艦，現役4艘）

英國皇家海軍
- Wave_class_tanker（英语：Wave_class_tanker） （綜合補給艦，現役）
- Fort_Victoria_class_replenishment_oiler（英语：Fort_Victoria_class_replenishment_oiler） （綜合補給艦，現役）
- Fort_Rosalie_class_replenishment_ship（英语：Fort_Rosalie_class_replenishment_ship） （綜合補給艦，現役）
- Leaf_class_tanker（英语：Leaf_class_tanker） （油船，現役）
- Rover_class_tanker（英语：Rover_class_tanker） （油船，現役）
- Tide_class_tanker (油船，現役)

德國海軍
- 柏林级补给舰 （綜合補給艦，現役）
- Elbe_class_replenishment_ship（英语：Elbe_class_replenishment_ship） （小型綜合補給艦，現役）
- Rhön_class_tanker（英语：Rhön_class_tanker） （油船，現役）
- Walchensee_class_tanker（英语：Walchensee_class_tanker） （小型油船，現役）

義大利海軍
- 火山級補給艦（英语：Vulcano-class logistic support ship） （「火山」級綜合補給艦，現役，舷號A5335和A5336。本艦與法國海軍Durance_class_tanker為同型）
- 艾特納級補給艦（英语：Italian ship Etna (A5326)） （「艾特納」級綜合補給艦，現役1艘，舷號A5326。本艦亦有出口給希臘海軍）
- 斯特龍博利級補給艦（意大利语：Classe_Stromboli） （「斯特龍博利」級綜合補給艦，現役1艘，舷號為A5327）

西班牙海軍
- 坎塔布里亞级综合补给舰（英语：SPS Cantabria (A15)） （西班牙海軍「坎塔布里亞」號綜合補給艦，舷號A15，2010年入役，為西班牙海軍最新型綜合補給艦）
- Patiño號綜合補給艦（英语：SPS Patiño (A14)） （西班牙海軍Patiño號綜合補給艦，舷號A14。本艦於建造時參考了荷蘭海軍「阿姆斯特丹」號綜合補給艦的設計，因此排水量等性能數據相近）
- Marqués de la Ensenada (A-11)（西班牙语：Marqués de la Ensenada (A-11)） （西班牙海軍Marqués de la Ensenada號油船，舷號A11，於2012年退役）

荷蘭皇家海軍
- Karel_Doorman_class_support_ship（英语：Karel_Doorman_class_support_ship） （荷蘭海軍Karel Doorman級多用途支援艦/補給艦，預計將於2014年入役）
- HNLMS Amsterdam (A836)（英语：HNLMS Amsterdam (A836)） （荷蘭海軍「阿姆斯特丹」號綜合補給艦，舷號A836，1995年入役，預計將於2014年退役，由Karel Doorman級支援艦取代）
- HNLMS Zuiderkruis (A832)（英语：HNLMS Zuiderkruis (A832)） （荷蘭海軍Zuiderkruis號綜合補給艦，舷號A832，已於2012年退役）

希臘海軍
- Classe Etna (nave da rifornimento)（意大利语：Classe Etna (nave da rifornimento)） （「普羅米修斯」號綜合補給艦。本艦跟義大利「艾特納」級綜合補給艦為同型，舷號A374）

前蘇聯／俄羅斯海軍
- Boris_Chilikin_class_fleet_oiler（英语：Boris_Chilikin_class_fleet_oiler） （油船）

## 腳註
1. ↑  美國海軍把水面艦艇分為三種抗損級別，第一級是航空母艦，「伯克」級驅逐艦等戰鬥艦艇，抗損要求最高；第二級則是「佩里」級護衛艦以及快速戰鬥支援艦等；第三級則是其他在低風險區行動的船隻，包含眾多其他類型的補給艦